# Halina Górecka
Halina Sylwia Górecka z domu Richter, później (po wyjeździe z Polski) Halina Herrmann (ur. 4 lutego 1938 w Chorzowie) – polska i niemiecka lekkoatletka, mistrzyni olimpijska.

## Kariera
Specjalizowała się w sprincie. Największe sukcesy odniosła w sztafecie 4 × 100 m.
Startowała na czterech igrzyskach olimpijskich (trzykrotnie w barwach Polski i raz w reprezentacji RFN). W Melbourne (1956) nie odniosła sukcesów. W Rzymie (1960) zdobyła brązowy medal w sztafecie 4 × 100 m (wraz z Teresą Wieczorek, Barbarą Janiszewską i Celiną Jesionowską). W biegach na 100 m i 200 m doszła do półfinałów.
Podczas igrzysk olimpijskich w Tokio w 1964 została mistrzynią olimpijską w sztafecie 4 × 100 m (z Teresą Ciepły, Ireną Kirszenstein i Ewą Kłobukowską). W biegu na 100 m zajęła 7. miejsce w finale.
W 1965 wyjechała do RFN, gdzie wyszła za mąż. Wystąpiła w reprezentacji niemieckiej na  igrzyskach w Meksyku w 1968, bez sukcesów.
Trzykrotnie była mistrzynią Polski: na 100 m i 200 m w 1964, a także w sztafecie 4 × 100 m w 1954.
Mieszka w Niemczech.